# Obadija (knjiga)
Obadija je jedna od knjiga Biblije, dio Staroga zavjeta. Pripada u proročke knjige i to u skupinu 12 malih proroka (12 kraćih proročkih knjiga u Starome zavjetu). Biblijska kratica knjige je Ob. Najkraća je knjiga u Bibliji, ima samo jedno poglavlje, koje se sastoji od 21 retka.
Pisac je Obadija (Abdias), čije ime znači "sluga Božji". Ne znaju se podaci iz njegova života. Nije poznato ni vrijeme pisanja ove knjige. Jedni stručnjaci smatraju, da je živio u doba judejskoga kralja Jorama (848. – 841. pr. Kr.), a drugi da je živio u vrijeme razaranja Jeruzalema, 586. g. pr. Kr.
Obadija naviješta uništenje naroda Edomićana. Oni su višestoljetni neprijatelji izraelskog naroda. Izrael i Edomiti su potekli od dva brata blizanaca Ezava i Jakova. Još prije nego što su se rodili, Bog je navijestio, da će stariji Ezav služiti mlađemu Jakovu. Ezav je zbog toga zamrzio Jakova (Post 27). Kasnije su se pomirili. Od Ezava je potekao edomski narod, koji je mrzio izraelski narod. Sukobljavali su se tijekom stoljeća. Npr. Edomci nisu pustili Izraelce, da prođu kroz njihovu zemlju, kad su otišli iz Egipta (Br 20,14-21) i radovali su se nakon razorenja Jeruzalema 586. g. pr. Kr. Narod Edom je postojao do 70. g. i tada nestaju iz povijesti.
U prvih 9 redaka Obadija naviješta propast Edomićana. Dalje navodi razloge za to: "Za pokolj i nasilje nad bratom Jakovom sram će te pokriti i nestat ćeš zasvagda (Ob 1,9)". Edomci su se naslađivali, kad je izraelski narod doživio nesreće (Ob 1,12). Na kraju prorokuje Dan Jahvin i spasenje Izraela. 
Obadijina knjiga poručuje, da premda je Bog milosrdan i oprašta, postoje kazne zbog lošeg ponašanja. Kazna se može dogoditi i unutar roda. Izrael i Edomiti su srodni narodi. Ako pripadnici nekog naroda loše se postupaju prema srodnom narodu, doživjet će kaznu, koju je doživio idumejski (edomićanski) narod zbog zlostavljanja Izraela.